# Transformers: el último caballero
Transformers: el último caballero (en inglés Transformers: The Last Knight), o simplemente Transformers 5, es una película de ciencia ficción y acción estadounidense de 2017, basada en la línea de juguetes Transformers. Es la quinta entrega de la serie de películas en imagen real de Transformers y la secuela Transformers: la era de la extinción, de 2014. Fue dirigida por Michael Bay, con Mark Wahlberg retomando su papel de la película anterior, junto con Josh Duhamel y John Turturro, repitiendo sus papeles de las tres primeras películas. La película fue estrenada el 21 de junio de 2017 en 3D, RealD 3D, IMAX 3D y 2D.
La película se estrenó en Odeon Leicester Square en Londres el 18 de junio de 2017 y se estrenó en cines en los Estados Unidos el 21 de junio de 2017 por Paramount Pictures. La película fue criticada universalmente por los críticos y es la película peor revisada de la serie "Transformers". La crítica se centró en su duración, historia, dirección, narrativa, personajes, guion, cinematografía y frecuentes cambios de formato a lo largo, aunque sus efectos visuales recibieron algunos elogios. También se convirtió en el segundo fracaso de taquilla de la franquicia, siendo la primera la película animada de 1986 "The Transformers: The Movie" (1986), que recaudó 605 millones de dólares en todo el mundo con un presupuesto de producción de 217 dólares. –260 millones, con una pérdida estimada de más de $ 100 millones tanto para Paramount como para Hasbro. En los 38th Golden Raspberry Awards, fue nominado a diez premios, incluidos Peor película,  Peor director y Peor actor para Wahlberg.

## Argumento
En Inglaterra durante la Edad Media. El Rey Arturo y sus caballeros se encuentran en medio de una batalla épica, pero su lado está perdiendo y siendo aplastado por gigantescas bolas de fuego. Arthur espera a su última esperanza, su principal asesor y mago Merlín, para salvarlos. Los otros caballeros descartan a Merlín como nada más que un borracho. Después de terminar su bebida, Merlín encuentra a un Caballero Cybertroniano y le pide ayuda en la pelea. El Caballero le presenta a Merlín un poderoso bastón que le permitirá controlar a un dragón. Merlín empuña el cetro, que controla a un dragón de nombre Dragonstorm para ayudar a Arturo y su ejército a arrasar con sus enemigos.
En 2022, Optimus Prime, se ha perdido en su misión de buscar a sus creadores. Se le ve flotando por el espacio mientras está congelado. En el planeta Tierra, los Transformers han sido considerados ilegales desde la batalla en Hong Kong. La mayoría de los Autobots se han escondido, con Topspin escondido en algún lugar de Cuba con el Agente Simmons. La Fuerza de Reacción de Transformers (TRF), liderada por Santos, ha estado activa durante los últimos años para eliminar cualquier Transformer que encuentren.
Un ingeniero de la NASA detecta algo que se dirige hacia la Tierra en cuestión de tres días. Es el planeta Cybertron. En Chicago, un grupo de niños corre hacia las ruinas de la ciudad y encuentra una cápsula que contiene un Caballero Cybertroniano. Momentos después, un centinela de la TRF pisotea y ataca a los niños. El centinela es destruido por un Autobot llamado Canopy, perteneciente a una joven llamada Izabella, quien también cuida a un pequeño Autobot llamado Sqweeks. Luego, un dron TRF derriba a Canopy. A pesar de que Izabella le ruega a Canopy que se mantenga fuerte, él muere. Bumblebee luego llega para atacar al dron. Lo sigue Cade Yeager, que ha estado escondido por ponerse del lado de los Autobots. No mucho después, Santos y sus hombres aparecen para tratar de detener a Cade. Bumblebee se divide en varias piezas para luchar contra los agentes de la TRF. Cade luego tiene a Santos inmovilizado en el suelo con un arma apuntándolo, pero William Lennox lo detiene. Lennox, que ahora trabaja con la TRF, convence a Cade de que no le haga nada a Santos. Después de su confrontación, Cade se dirige al Caballero en su cápsula. El Caballero muere, no sin antes darle a Cade un talismán que le otorga un poder especial. Mientras tanto, el Decepticon Barricade ha sido testigo de todo esto disfrazado como una patrulla de policía.
Optimus se estrella en lo que queda de Cybertron. Está retenido por los Infernocons. Optimus es abordado por Quintessa, quien aparentemente es uno de los creadores de Cybertron. Optimus intenta ir tras ella, pero ella puede detenerlo ya que ambos afirman que el otro ha traicionado a sus compañeros Transformers. Quintessa tiene a Optimus bajo su control y le dice que la Tierra es en realidad una forma disfrazada del gran enemigo de Cybertron, Unicron. Ella corrompe a Optimus y le dice que para que Cybertron viva, la Tierra debe ser destruida. Quintessa usa esto para darle a Optimus la oportunidad de redimirse, lo cual acepta.
De vuelta en la Tierra, Lennox informa a su superior, el general Morshower, sobre el inminente impacto con Cybertron. Aprenden que  recién resucitado Megatron está buscando el talismán que tiene Cade. La TRF hace un trato a regañadientes con Megatron para liberar a sus compañeros Decepticons de una prisión subterránea. Megatron solicita Mohawk, Nitro Zeus y Onslaught. Megatron también solicita Dreadbot y Berserker, pero la TRF cree que son demasiado arriesgados para dejarlos salir.
En Inglaterra, la profesora de Oxford Viviane Wembley está jugando un juego con sus colegas y gana, pero sus colegas masculinos, además de su madre y las hermanas de su madre, le recuerdan con frecuencia que es soltera. Viviane dirige un recorrido por un museo artúrico, les cuenta a sus alumnos sobre la tradición y el mito que rodean estas historias y dice sin rodeos que todo es mentira.
Cade va a un depósito de chatarra en Dakota del Sur, donde su amigo Jimmy lo ayuda a esconder los Autobots: Hound, Drift, Crosshairs, Wheelie, Daytrader y Grimlock. Jimmy se queja de que Grimlock es difícil de manejar. Cade ha sido seguido por Izabella y Sqweeks. Aunque Cade intenta rechazarla, ella le dice que no tiene adónde ir porque los Decepticons mataron a su familia, por lo que todo lo que tenía eran Canopy y Sqweeks, y ahora Canopy está muerta. Cade le permite quedarse. Luego va a llamar a su hija Tessa mientras ella está en la universidad, pero no puede hablar por temor a que TRF lo encuentre. Tessa le dice que está bien y que lo ama, pero también que necesita encontrar una novia.
Megatron y sus matones llegan al depósito de chatarra para encontrar el talismán y matar a los Autobots. Los Autobots salen de su escondite y comienzan a luchar contra los Decepticons. Onslaught y Mohawk son rápidamente hechos pedazos. Mientras Cade se escapa, lo encuentra un pequeño transformer humanoide llamado Cogman.
Viviane es llevada por el autobot Hot Rod, a la mansión de Sir Edmund Burton, donde también conoce a Cade y Cogman. Burton les explica a Cade y Viviane el legado de la Orden de Witwiccan, que comenzó desde la época del Rey Arturo. A lo largo de la historia, los Transformers han estado trabajando en segundo plano para ayudar a la humanidad, y los Witwiccans (incluido Sam Witwicky) han hecho su parte para mantener protegidos a los Transformers. En un flashback, vemos a los Transformers ayudando a los soldados estadounidenses a luchar contra los nazis en la Segunda Guerra Mundial. Burton también menciona el Bastón de Merlín, que solo puede manejar un descendiente de Merlín. Él le revela a Viviane que ella es la última descendiente, y que su padre le había ocultado esto hasta su muerte. Necesita empuñarlo para evitar que algo catastrófico golpee la Tierra. Burton luego explica el talismán, que se ha envuelto alrededor de Cade. Lo eligió porque lo considera un hombre honorable.
Los agentes de TRF aparecen y obligan a todos a salir de la mansión de Burton. Hot Rod los detiene por un breve momento atrapándolos en una burbuja contenida en el tiempo.
Cade, Viviane, Cogman, Burton y Bumblebee localizan el antiguo submarino HMS Alliance con la ayuda de Simmons (que quiere ser miembro honorario de la Orden) para ayudarlos a localizar el Bastón. Los llevan al fondo del océano donde encuentran una máquina y el Bastón en una cámara de Caballeros. El Caballero Skullitron despierta y ataca a todos. Los otros Caballeros se levantan y comienzan a luchar justo cuando también aparecen los soldados de TRF. Viviane va por el Bastón, que lleva la máquina a la superficie.
Optimus aparece para tomar el Bastón y dárselo a Quintessa para que pueda activar la máquina y usarla para tomar la energía del núcleo de la Tierra y transferirla a Cybertron, que freiría toda la vida humana. Optimus luego lucha contra Bumblebee mientras aún está bajo el control de Quintessa. Antes de que Optimus pueda dar un golpe fatal, la voz de Bumblebee regresa en el momento más conveniente para sacar a Optimus de su control y recordarle quién es realmente. Aunque Optimus vuelve a ser bueno, los otros Caballeros intentan atacar por su intento de traición. Cade interviene con el talismán, que (de alguna manera) le da el poder de manejar Excalibur. Los Caballeros ceden ante Cade.
La batalla final llega a Stonehenge, donde Megatron y Quintessa inician su ataque a la Tierra. Cybertron comienza a atravesar varias partes de la Tierra. La TRF decide unir fuerzas con los Autobots. También llegan a la pelea Jimmy, Izabella y el resto de los Autobots. En el caos, Megatron mata a Burton, quien muere con Cogman a su lado. Mientras los héroes intentan detener la máquina, Quintessa envía a los Infernocons y les dispara un arma masiva. Lennox intenta hacer retroceder a todos porque es demasiado arriesgado. Izabella envía a Sqweeks para destruir el arma, dando a todos la oportunidad de luchar. Los Infernocons persiguen a Optimus, pero él los decapita a todos con un movimiento rápido.
Dentro de Cybertron, los Autobots luchan contra Megatron mientras Viviane intenta recuperar el Bastón. Optimus corta el brazo de Megatron antes de que vuelva a matar, y luego Optimus echa a Megatron y lo envía de vuelta a la Tierra. Viviane casi cae en su perdición, pero Hot Rod congela el tiempo nuevamente y la ayuda a acercarse al Bastón. Optimus se enfrenta a Quintessa, quien lo detiene nuevamente hasta que Bumblebee viene por detrás y aparentemente la destruye. Viviane luego toma el control del Bastón y detiene la máquina, salvando la Tierra.
La Tierra se salva una vez más. Cade y Viviane hacen planes para tener una cita, y Cade se lleva a Izabella para que pueda volver a tener una familia real. Optimus envía una llamada a todos los Autobots cuando se da cuenta de que la Tierra ha sido y siempre será su hogar y regresan a Cybertron, ahora unido a la Tierra.
Durante los créditos finales, un equipo de científicos se reúne alrededor de un sitio. Quintessa está viva y se disfraza de humana para acercarse a uno de ellos, diciendo que tiene una forma de destruir a Unicron. Luego vemos lo que parece ser un enorme cuerno mecánico que sobresale del suelo.

## Reparto

### Humanos
- Mark Wahlberg como Cade Yeager, un padre viudo e inventor que ayudó a los Autobots durante los acontecimientos de La era de la extinción.
- Isabela Moner como Izabella, una adolescente de 14 años latina e inteligente que quedó huérfana durante la Guerra de Chicago en Dark of the Moon con Sqweeks y Canopy hasta conocer a Cade Yeager.[7][8]
- Anthony Hopkins como Sir Edmund Burton, un astrónomo e historiador británico que conoce sobre la historia de la existencia de los Transformers en la Tierra y se une a Cade Yeager.[9][10][11]
- Laura Haddock como Viviane Wembley, una profesora de la Universidad de Oxford, descendiente de Merlín. Se vuelve el interés amoroso de Cade Yeager.[12][13][9]
- Josh Duhamel como el Teniente Coronel William Lennox, un soldado de N.E.S.T. y capitán de Rangers del Ejército de Estados Unidos que se asoció con los Autobots antes de los acontecimientos de La era de la extinción; ahora es un coronel del ejército estadounidense y un miembro poco dispuesto del T.R.F.[14][15]
- Stanley Tucci como Merlín,[16] el asistente hechicero del Rey Arturo y ancestro de Viviane Wembley. Tucci se informó originalmente para retomar su papel como Joshua Joyce de La era de la extinción .[17]
- John Turturro como Seymour Simmons, un exagente del Gobierno con el Sector Siete y N.E.S.T. que se volvió escritor de éxito. Se esconde en Cuba y se alió con los Autobots antes de los acontecimientos de La era de la extinción.[18]
- Santiago Cabrera como Santos, un mercenario que dirige el T.R.F. (Transformers Reaction Force), una organización reformada de la organización disuelta Cemetery Wind, cuyo propósito es erradicar a todos los Transformers de la Tierra, independientemente de la facción, y al que se le ha asignado para hacer frente a Cade Yeager por sospecha de encubrimiento de Autobots.[19][20][21]
- Liam Garrigan como el Rey Arturo, el legendario rey de Camelot, que luchó junto a los Caballeros de Cybertron al dirigirlos con la espada Excálibur.[22]
- Jerrod Carmichael[23] como Jimmy, un joven de Dakota del Sur que Cade contrató de un anuncio de búsqueda.
- Mitch Pileggi como el líder del grupo T.R.F.[24]
- Glenn Morshower como el General Morshower, el director de N.E.S.T. de Revenge of the Fallen y Dark of the Moon y ahora parte de T.R.F.[25]

Tyrese Gibson iba a regresar como Robert Epps, pero era incapaz de aparecer en la película debido a conflictos de programación con Rápidos y Furiosos 8; mientras que Nicola Peltz repite su papel como Tessa Yeager, la hija de Cade, quien ayudó a los Autobots durante los eventos de La era de la extinción solo prestando su voz para el buzón de voz en el teléfono de Cade. y Shia LaBeouf aparece como Sam Witwicky en una fotografía en la mansión de Burton.

### Transformers

#### Autobots

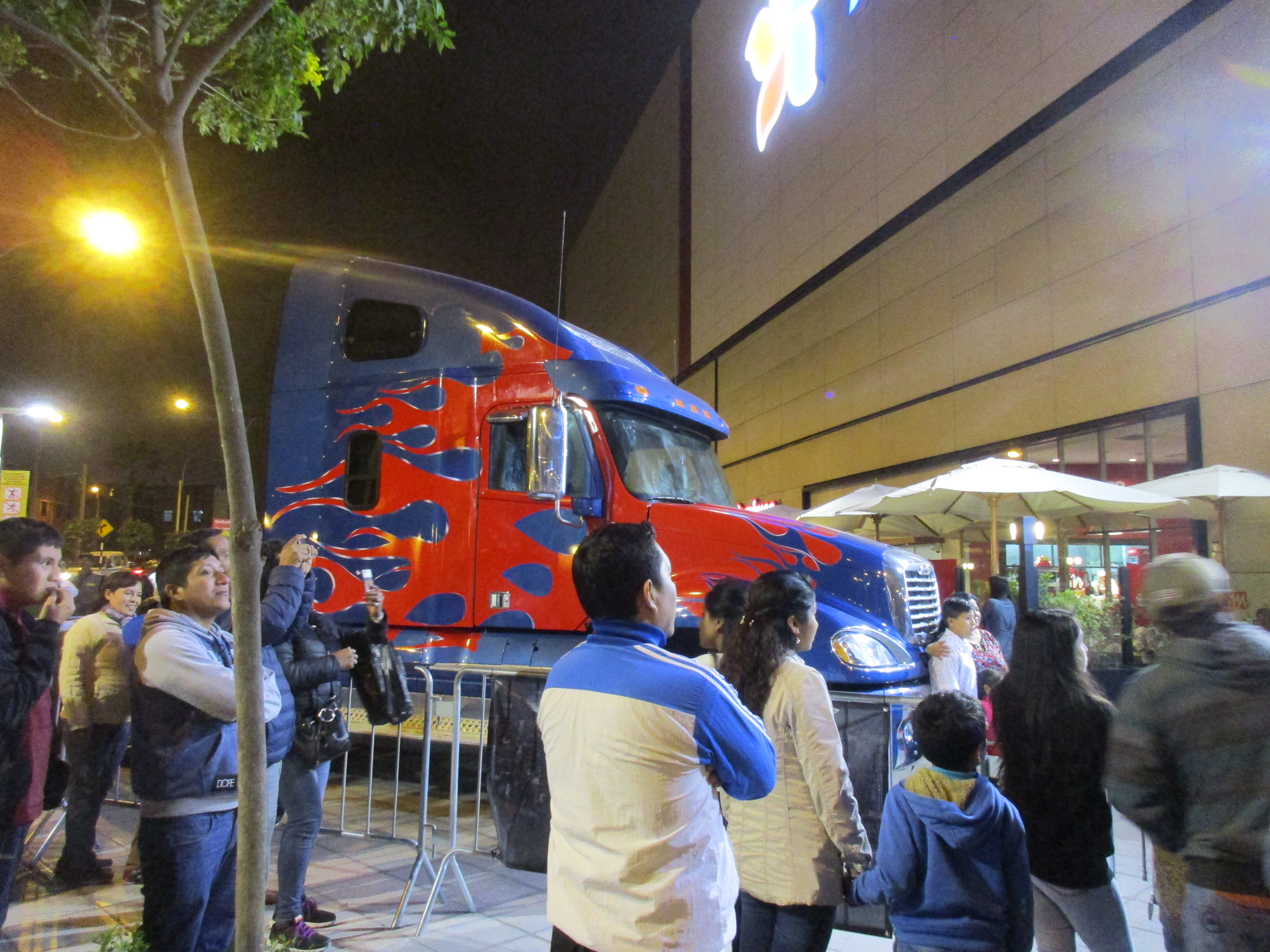
Réplica de Optimus Prime para una propaganda de la película en Mall del Sur, Lima, Perú.

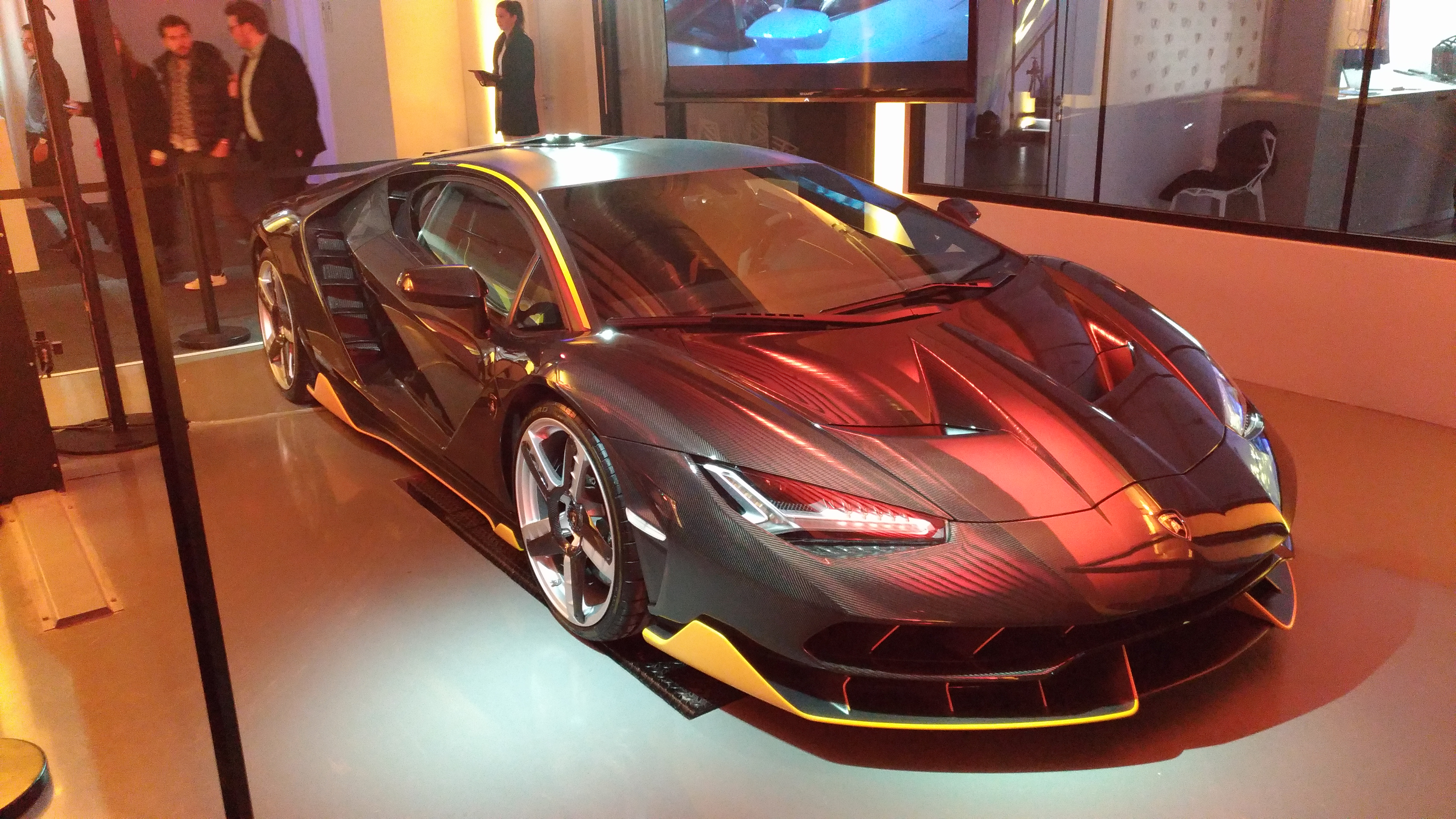
El Lamborghini Centenario LP770-4 es un modo alternativo utilizado por Hot Rod.

- Peter Cullen como Optimus Prime, el líder de los Autobots, quien se transforma en un Western Star 5700 XE azul y rojo con flamas, que busca la verdad sobre sus Creadores. Regresa siendo malvado producto del control mental por parte de la antigua hechicera cybertroniana Quintessa, creadora de Cybertron, al cual le renombra como Nemesis Prime.
- Erik Aadahl como Bumblebee, un joven Autobot explorador que se transforma en un Chevrolet Camaro 2016 modificado amarillo y negro.
- John Goodman como Hound, un Autobot comandante y médico de campo que se transforma en una ambulancia militar táctica Mercedes Unimog.
- Ken Watanabe como Drift, un Autobot táctico y un antiguo Decepticon que se transforma en un Mercedes-AMG GT R 2017 negro y rojo.
- John DiMaggio como Crosshairs, un Autobot paracaidista y francotirador que se transforma en un Chevrolet Corvette C7 Stingray 2016 verde y negro, equipado con un split-spoiler modificado.
- Omar Sy como Hot Rod, un impetuoso y arrogante Autobot que se transforma en un Citroën DS y después cambia a un Lamborghini Centenario LP770-4 2017 gris y naranja. Él es hermano de armas de Bumblebee y habla con acento francés.
- Jim Carter como Cogman, un autobot headmaster mayordomo sociopáta educado de tamaño humano, fiel ayudante de Sir Edmund Burton.
- Frank Welker como Canopy, un Autobot refugiado que se camufla en una pila de escombros y es amigo de Izabella.
- Reno Wilson como Sqweeks, un Autobot de tamaño pequeño y amigo cercano de Izabella, que se transforma en una Vespa turquesa y solo puede decir "chihuahua" debido a un daño previo.
- Mark Ryan como Bulldog, un autobot que posee una personalidad excéntrica, debido a que padece una forma de "demencia robot", vive con Sir Edmund Burton y se transforma en un tanque Mark IV de la Primera Guerra Mundial.
- Steve Buscemi como Daytrader, un viejo autobot que se transforma en un camión viejo Mercedes-Benz.
- Steve Barr como Topspin, un Autobot Wrecker que se transforma en un Hendrick Sports # 48 Lowe's o en un Kobalt Chevrolet Impala. Posee la cabeza de su compañero muerto, Leadfoot.
- Tom Kenny como Wheelie, un antiguo Decepticon convertido en Autobot que sobrevivió a la batalla de Chicago en Dark of the Moon y se transforma en un camión azul de juguete.
- Un Transformer que se convierte en el HMS Alliance aparece, aunque no se ve en modo robot.
- Trench, un Autobot que se asemeja al Constructicon Scrapper y se transforma en una excavadora Cat 320.

#### Dinobots
- Grimlock, el líder de los Dinobots, que se transforma en un Tiranosaurio Rex mecánico con cuernos y que escupe fuego.
- Slug, el más destructor y salvaje de entre los Dinobots. Que se transforma en un Triceratops.
- Mini-Dinobots, Dinobots bebés pequeños que son versiones más pequeñas de Grimlock, Slug y Strafe.

#### Decepticons
- Frank Welker como Megatron, el resucitado líder de los Decepticons, quien tomó control del dron hecho por humanos de KSI, Galvatron, en La Era de la Extinción y se transforma en un Jet Cybertroniano plateado.
- John DiMaggio como Nitro Zeus, un clon de Shockwave con el cuerpo de un jefe de KSI que se transforma en un jet de combate, un JAS 39 Gripen Fighter Jet.
- Jess Harnell como Barricade, un Decepticon explorador que fue visto por última vez durante la batalla de Chicago cuando el equipo N.E.S.T. le tendió una emboscada junto a Shockwave y los demás Drones Decepticons, pero sobrevivió dicha emboscada y se transforma en un Ford Mustang GT policial (modificado por Saleen, al igual que el vehículo de las entregas de 2007 y 2011, en las que era un Ford Mustang Saleen S281 policial).
- John DiMaggio como Onslaught, un Decepticon y líder de los Combaticons táctico que es un híbrido entre el cuerpo de un clon de Long Haul y Brawl, y se transforma en un camión de remolque Western Star 4900SF verde.
- Dreadbot, un Decepticon que se transforma en un oxidado Volkswagen Transporter.
- Reno Wilson como Mohawk, un Decepticon con un Mohawk en su cabeza, que es leal a Megatron y se transforma en una Confederate Motorcycle.
- Steve Barr como Berseker, un Decepticon clon de Crankcase que se transforma en una Chevrolet Suburban de policía color negro.

#### Los Creadores
- Gemma Chan como Quintessa: una alienígena creadora de los Cybertronianos que quiere destruir a Unicron y reconstruir Cybertron.
- Infernocus, el guardián de Quintessa. De él se derivan 6 Infernocons de nombre desconocido.

#### Caballeros de Cybertron (Iacon)
- Dragonstorm, doce caballeros Cybertronianos que se transforman en un dragón mecánico de tres cabezas (Combiner). Eran los Caballeros Guardianes de Quintessa hasta que la traicionaron y robaron su cetro y llegaron a la Tierra. Ayudaron a Merlín a pelear contra los britones y son los encargados de proteger el cetro de Merlín en una nave bajo el agua.
- Steelbane, un caballero Cybertroniano, defensor del cetro de Merlín.
- Dragonicus, un caballero Cybertroniano que forma parte de Dragonstorm.
- Skullitron, un caballero Cybertroniano que trata de proteger al cetro de Merlín del TRF, quienes lo derriban en un agujero.
- Stormreign, un caballero Cybertroniano rojo que le dio a Merlín su cetro y forma parte de Dragonstorm.
- Caballero del Talismán, un caballero Cybertroniano moribundo que le dio a Cade su talismán antes de morir. Su nave fue derribada por la TRF en Chicago.

#### Otros
- Un LeEco LeSEE Pro Concept plateado.[27]
- Un submarino clase Amphion.

## Producción

### Desarrollo
En marzo de 2015, Deadline.com informó que Paramount Pictures estaba en conversaciones con el ganador del Óscar Akiva Goldsman para desarrollar nuevas ideas para las futuras entregas de la franquicia. El estudio tenía la intención de hacer lo que James Cameron y 20th Century Fox estaban haciendo para generar tres nuevas secuelas de Avatar, y lo que Disney también estaba haciendo para revivir Star Wars con secuelas y spin-offs. Paramount quería tener su propio universo cinematográfico para Transformers, similar al Universo cinematográfico de Marvel y el Universo extendido de DC. Goldsman sería la cabeza de los futuros proyectos y trabajaría con el director Michael Bay, el productor ejecutivo Steven Spielberg y el productor Lorenzo di Bonaventura para organizar una "sala de escritores" en donde se crearían ideas de posibles secuelas, precuelas y spin-offs. Entre los miembros de la sala de escritores se incluían: Christina Hodson, Lindsey Beer, Andrew Barrer y Gabriel Ferrari, Robert Kirkman, Art Marcum y Matt Holloway, Zak Penn, Jeff Pinkner, Ken Nolan y Ginebra Robertson-Dworet. Kirkman, sin embargo, salió justo un día después debido a una cirugía de garganta. En julio de 2015, Akiva Goldsman y Jeff Pinkner fueron anunciados como los escritores del guion de la película. Sin embargo, el 20 de noviembre del mismo año, debido a los compromisos de Goldsman con la creación del guion para G.I. Joe y Miconauts, Paramount comenzó a negociar con Art Marcum y Matt Holloway, así como con Ken Nolan, para escribir la película.
Después de Transformers: la era de la extinción, Bay decidió no dirigir otra película de Transformers, pero a principios de enero de 2016, en una entrevista con Rolling Stone, confirmó que iba a volver a dirigir la quinta película y la que sería la última dentro de la franquicia Transformers. Paramount Pictures gastó $80 millones de dólares para la producción en Míchigan, de los cuales Paramount recibió $21 de millones de los incentivos fiscales para la filmación en el estado. En abril de 2016, Paramount contrató al director de fotografía Jonathan Sela. El 17 de mayo en su cuenta de Instagram Bay reveló el título oficial de la película, el cual sería The Last Knight, junto con un video que mostraba un primer plano de lo que presumiblemente era la cara de Optimus Prime con ojos púrpura en lugar de azul, además de un rostro notoriamente descolorido. En la cuenta oficial de Twitter del director se mostró también un video de 19 segundos en código morse diciendo: «Voy por ti el 31 de mayo». El 31 de mayo de 2016, se reveló que Megatron regresaría para la secuela.

### Casting
En diciembre de 2014, Mark Wahlberg confirmó que regresaría para la secuela. En febrero de 2016, Cullen confirmó que también regresaría. Ese mismo mes se realizó un casting en Los Ángeles y Londres para papeles principales y secundarios. Aproximadamente 850 personas fueron contratadas entre el reparto y el equipo de producción, 450 de los cuales eran residentes de Míchigan, lo que equivalía a 228 puestos de tiempo completo. Además, 700 extras fueron contratados entre los residentes de Detroit como parte del acuerdo de incentivos de Paramount con el estado. El 13 de abril, TheWrap informó que Isabela Moner estaba en conversaciones para encarnar el rol de Izabella. El sitio también informó que Bay tenía en la mira a Jean Dujardin, Stephen Merchant y Jerrod Carmichael en la mira para papeles secundarios. El 17 de mayo de 2016, se confirmó que Josh Duhamel estaría de vuelta para la película así como la confirmación de Carmichael en el elenco. En junio de 2016, Anthony Hopkins, Mitch Pileggi, Santiago Cabrera y Laura Haddock se unieron al elenco, mientras que Tyrese Gibson confirmó que regresaría como Robert Epps. En agosto de 2016, se confirmó que Liam Garrigan repetiría su papel como el Rey Arturo de la serie de televisión Once Upon a Time. El 4 de septiembre de 2016, Stanley Tucci confirmó su regreso. El 14 de octubre de 2016, Bay anunció que John Turturro repetiría su papel como Seymour Simmons de las tres primeras películas, así como John Goodman, quien volvería a darle voz a Hound.

### Efectos
Al igual que con las entregas anteriores de  Transformers , Industrial Light & Magic sirvió como la principal compañía de efectos visuales de  Transformers: The Last Knight . A principios de 2016, la compañía le mostró a Bay una representación submarina de una nave espacial alienígena accidentada y un nuevo camión volquete Transformer con una capa.

### Filmación

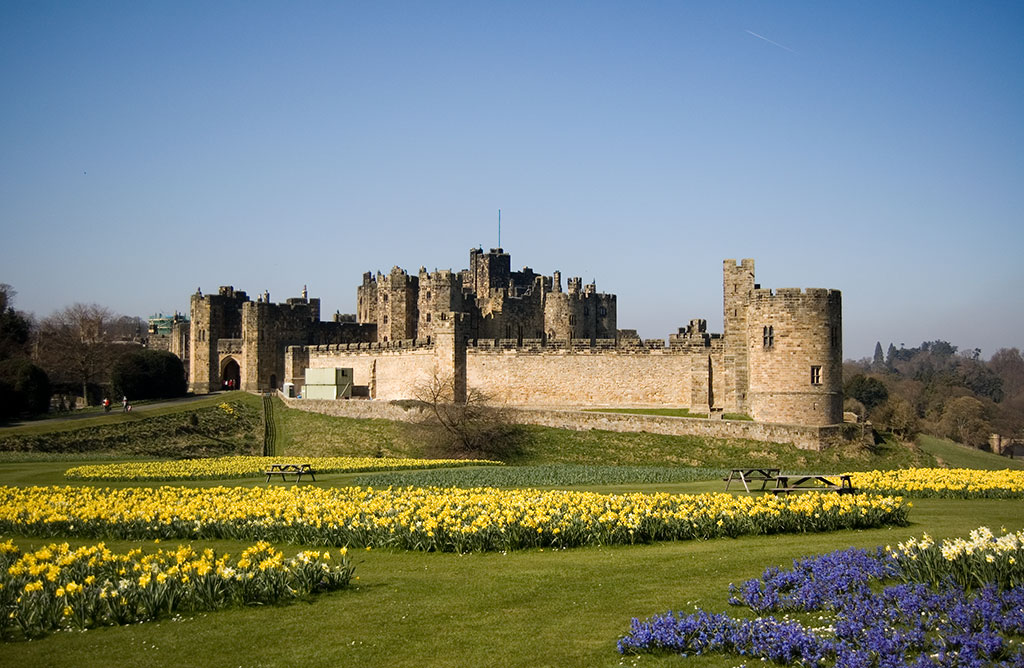
El Castillo de Alnwick en Alnwick, Northumberland, es uno de los muchos lugares utilizados en la película

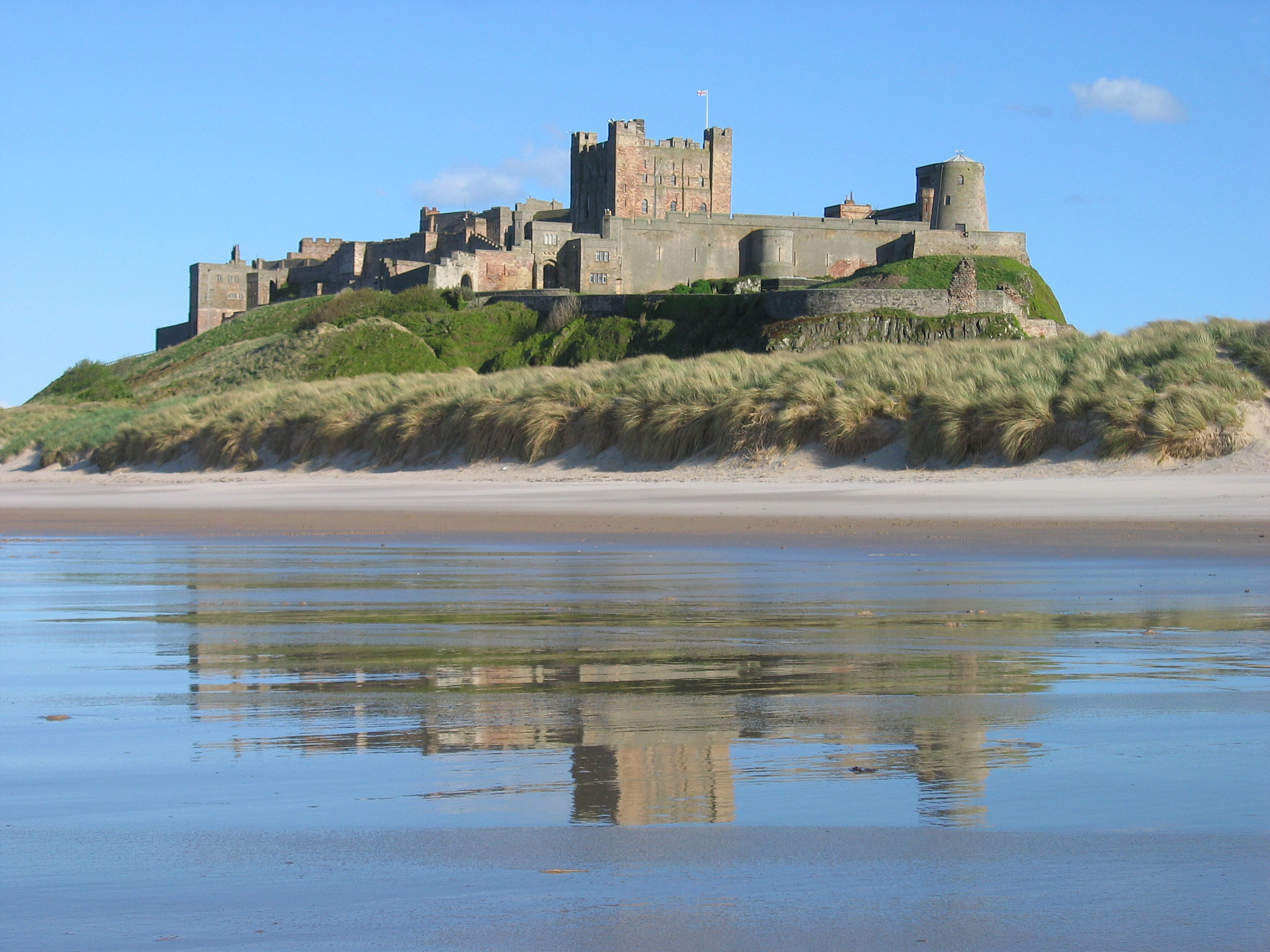
El Castillo de Bamburgh, es otro de los muchos lugares utilizados en la película

La fotografía principal de la película comenzó el 25 de mayo de 2016, en La Habana, Cuba, con la realización de algunas escenas a manos de un «pequeño equipo». La filmación continuó el 6 de junio de 2016 en Phoenix, Arizona, y el 19 de junio de 2016 en Detroit, Míchigan, bajo el título de trabajo E75, con una filmación adicional en Chicago, Illinois. En Detroit, la filmación tuvo lugar en el Michigan Motion Pictures Studio, Packard Plant, la Estación Central de Míchigan, Cafe D'Mongo's Speakeasy y MGM Grand Detroit. La producción se trasladó a Europa el 21 de agosto de 2016, y la filmación comenzó el 22 de agosto en Escocia, Gales, Yorkshire del Norte Newcastle upon Tyne y Northumberland. El rodaje tuvo lugar en Londres y Stonehenge en Inglaterra, Irlanda, Preikestolen, Trolltunga y Atlanterhavsveien en Noruega entre agosto y octubre.

### Controversia

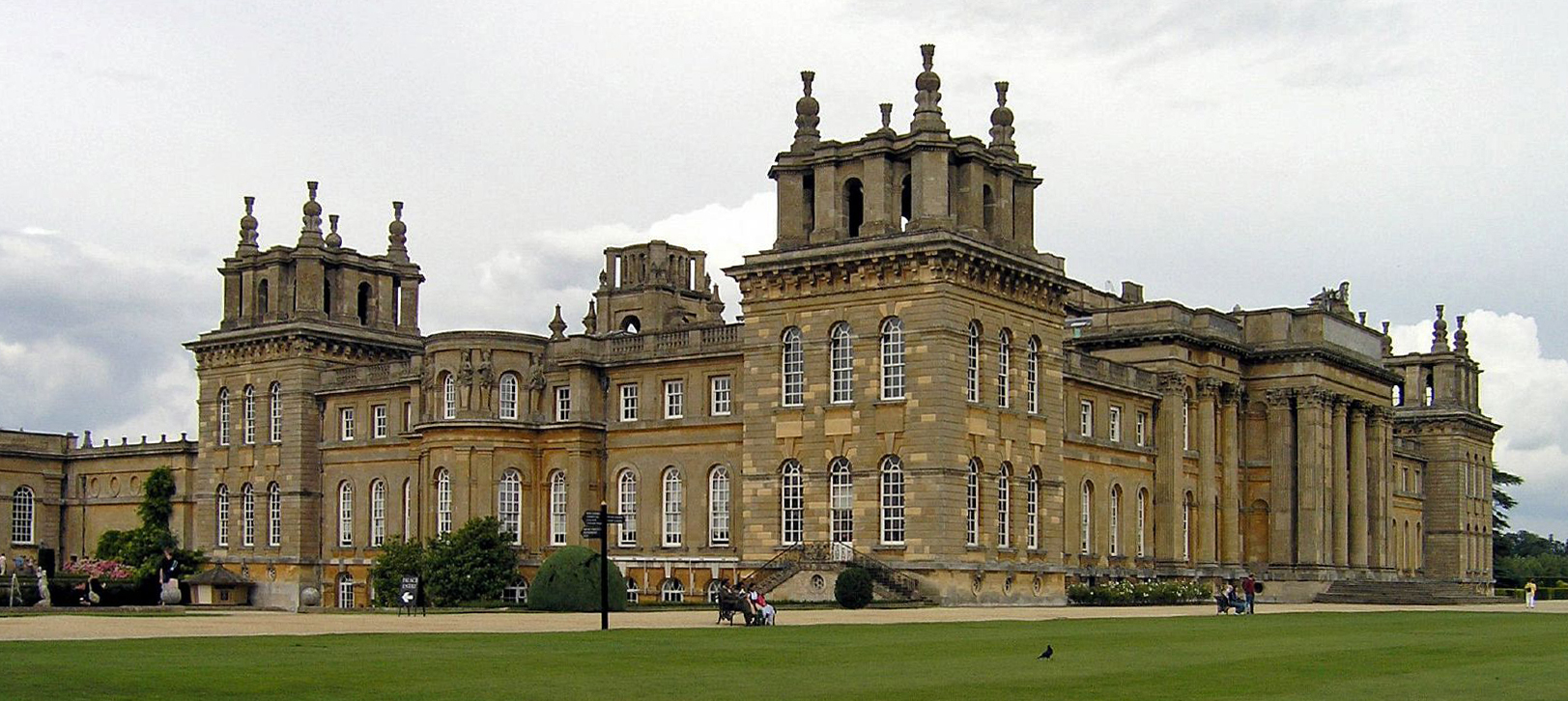
Blenheim Palace, donde nació el ex primer ministro británico en tiempos de guerra, Sir Winston Churchill, estaba envuelto con enormes banderas nazis.

El 21 de septiembre de 2016, el rodaje de una escena en particular tuvo lugar en Palacio de Blenheim, Woodstock, Oxfordshire en Inglaterra, la casa de Sir Winston Churchill, el primer ministro británico Durante la Segunda Guerra Mundial. La mansión estaba vestida como un cuartel general de Simbolismo nazi de Adolf Hitler para el rodaje. Tony Hayes, de la Asociación de Veteranos del Reino Unido, declaró que los exmilitares y mujeres sobrevivientes de la Segunda Guerra Mundial estarían "horrorizados". Sir Nicholas Soames, nieto de Churchill y miembro del parlamento británico, descartó la controversia por completo , diciendo: "¡No tienen idea de lo que habría pensado mi abuelo!" Churchill fue enterrado a menos de una milla de distancia, en St Martin's Church, Bladon.

## Banda sonora
'Transformers: The Last Knight - Music from the Motion Picture'   es un álbum de la banda sonora de la película del mismo nombre] del 2017. La partitura fue escrita por Steve Jablonsky, quien compuso las partituras de las cuatro películas anteriores de la serie.

Todas las canciones escritas y compuestas por Steve Jablonsky. 
| N.º      | Título                        | Duración |  |
| 1.       | «Sacrifice»                   | 6:47     |  |
| 2.       | «The Coming of Cybertron»     | 4:59     |  |
| 3.       | «Merlin's Staff»              | 5:49     |  |
| 4.       | «No-Go Zone»                  | 3:29     |  |
| 5.       | «Stay and Fight»              | 6:26     |  |
| 6.       | «Code Red»                    | 2:13     |  |
| 7.       | «Izzy»                        | 4:00     |  |
| 8.       | «Purity of Heart»             | 3:34     |  |
| 9.       | «Megatron Negotiation»        | 3:38     |  |
| 10.      | «Today We Hunt»               | 1:47     |  |
| 11.      | «Running Out Of Tomorrows»    | 1:21     |  |
| 12.      | «Drone Chase»                 | 5:08     |  |
| 13.      | «You Have Been Chosen»        | 2:18     |  |
| 14.      | «Seglass Ni Tonday»           | 6:27     |  |
| 15.      | «Quintessa»                   | 6:36     |  |
| 16.      | «Vivian»                      | 3:52     |  |
| 17.      | «Abduction»                   | 3:04     |  |
| 18.      | «History of Transformers»     | 4:23     |  |
| 19.      | «Cogman Sings»                | 2:09     |  |
| 20.      | «Vivian Follows Merlin»       | 6:41     |  |
| 21.      | «The Greatest Mission of All» | 2:19     |  |
| 22.      | «Dive»                        | 3:15     |  |
| 23.      | «Two Moons»                   | 2:03     |  |
| 24.      | «Merlin's Tomb»               | 3:18     |  |
| 25.      | «Claim the Staff»             | 3:36     |  |
| 26.      | «Prime Versus Bee»            | 2:45     |  |
| 27.      | «Your Voice»                  | 4:34     |  |
| 28.      | «I Had My Moment»             | 2:29     |  |
| 29.      | «Ospreys»                     | 1:49     |  |
| 30.      | «Battlefield»                 | 3:43     |  |
| 31.      | «Did You Forget Who I Am»     | 1:56     |  |
| 32.      | «We Have To Go»               | 5:48     |  |
| 33.      | «Calling All Autobots»        | 2:55     |  |
| 34.      | «Sir Edmund Burton»           | 4:10     |  |
| 02:09:34 |                               |          |  |

El 27 de septiembre, se confirmó que Steve Jablonsky volvería a escribir la partitura, habiendo compuesto la música de las primeras cuatro películas. La partitura se lanzó digitalmente en la fecha de lanzamiento original de la película, el viernes 23 de junio de 2017, y La-La Land Records lanzará un CD de dos discos de edición limitada de 3.000 unidades el 25 de julio de 2017. A diferencia de las películas anteriores ', que contenían entre catorce y veintitrés pistas, la banda sonora de la película contiene treinta y cuatro pistas, que suman más de dos horas de música.
Sobre la partitura, Jablonsky dijo: "Me reuní con Michael antes de que comenzara a filmar 'Transformers: The Last Knight'. Me mostró un arte conceptual increíble y me explicó cómo la historia conecta la historia de Transformers desde los tiempos del Rey Arturo y los Caballeros de la Mesa Redonda. Me encantó la idea porque me dio la oportunidad de explorar nuevas ideas musicales. . La historia me permitió escribir melodías que son un poco más "clásicas" de lo que he escrito para las otras películas de Transformers, lo cual fue muy divertido para mí. Otro aspecto importante de la historia gira en torno a enormes cuernos del tamaño de un rascacielos del infierno 'que comienzan a emerger de la Tierra. Parecen cuernos de animales gigantes, pero nadie sabe qué son ni por qué han aparecido. Quería crear una inquietante sensación de misterio y tensión con la música ".
La película presenta la canción "Torches" de X Ambassadors. Hatebreed también contribuyó a la banda sonora con su sencillo "Seven Enemies" "que se estrenó el mismo día que  Transformers: The Last Knight  llegó a los cines y aparece en los créditos finales. Stone Sour contribuyó a la banda sonora con su éxito de 2006 "Hell & Consequences". Killswitch Engage también contribuyó a la banda sonora con su canción de 2016 "Hate by Design", así como con su éxito de 2006 "This is Absolution". Shinedown también contribuyó a la banda sonora con su éxito de 2013 "Adrenaline". Metallica contribuyó a la banda sonora con su éxito de 2016 "Spit Out the Bone".  Slipknot también contribuyó a la banda sonora con su éxito de 2014 "The Devil in I", Flotsam and Jetsam (banda) contribuyó a la banda sonora con su éxito "Dreams of Death "de su álbum de 1988" No Place for Disgrace ". Limp Bizkit contribuyó a la banda sonora con su éxito de 2003 "Eat You Alive". Slayer contribuyó a la banda sonora con sus canciones, "Payback", que aparece en los créditos finales y "Disciple" de su álbum de 2001, "God Hates Us All", Five Finger Death Punch  contribuyó a la banda sonora con sus canciones de éxito, "Got your Six" y "100 way to Hate", Halestorm contribuyó a la banda sonora con su éxito de 2015 "Mayhem". Tommee Profitt con SVRCINA también contribuyó a la banda sonora con la exitosa canción "Tomorrow We Fight". Fozzy contribuyó a la banda sonora con su éxito "Judas" de su álbum de 2017 del mismo nombre. Seether contribuyó a la banda sonora con su éxito de 2004 "Out of my Way". Hollywood Undead contribuyó a la banda sonora con su éxito de 2008 "Undead". Pantera contribuyó a la banda sonora con sus canciones de 1994 y 1996, "5 Minutes Alone" y " Suicide Note Pt. 2". Primer 55 contribuyó a la banda sonora con su éxito de 2000 'The Big F *** You' que es de su álbum de 2000 Introducción a Mayhem. Flaw (banda) contribuyó a la banda sonora con su éxito de 2001 " Payback", y "Get Up Again", y Sevendust también contribuyeron a la banda sonora con su éxito de 2011  "Last Breath" (canción) de su álbum de 2010 Cold Day Memory.

## Recepción

### Crítica
La película recibió reseñas generalmente negativas de parte de la crítica y mixtas de parte de la audiencia. En el sitio web especializado Rotten Tomatoes, la película posee una aprobación de 15%, basada en 173 reseñas, con una puntuación de 3.3/10 por parte de la crítica, mientras que de parte de la audiencia tiene una aprobación de 50% basada en 23.900 votos y con una puntuación de 3.1/5.
El sitio web Metacritic le dio a la película una puntuación de 27 de 100, basada en 41 reseñas, indicando "reseñas generalmente negativas". Las audiencias de CinemaScore le otorgaron una "B+" en una escala de A+ a F, mientras que en el sitio IMDb tiene una calificación de 5.2/10, sobre la base de más de 10.401 votos.

## Premios y nominaciones
La película fue nominada a diez premios Razzie, pero todos perdieron ante  The Emoji Movie ,   The Mummy ,  Daddy's Home 2  ,   Cincuenta sombras más oscuras  y   Baywatch .
| Premio                       | Año  | Categoría                                       | Receptores                                                         | Resultado |
| ---------------------------- | ---- | ----------------------------------------------- | ------------------------------------------------------------------ | --------- |
| 38th Golden Raspberry Awards | 2018 | Peor película                                   | Peor película                                                      | Nominada  |
| 38th Golden Raspberry Awards | 2018 | Peor director                                   | Michael Bay                                                        | Nominado  |
| 38th Golden Raspberry Awards | 2018 | Peor guion                                      | Peor guion                                                         | Nominado  |
| 38th Golden Raspberry Awards | 2018 | Peor actor                                      | Mark Wahlberg                                                      | Nominado  |
| 38th Golden Raspberry Awards | 2018 | Peor actor de reparto                           | Josh Duhamel                                                       | Nominado  |
| 38th Golden Raspberry Awards | 2018 | Peor actor de reparto                           | Anthony Hopkins                                                    | Nominado  |
| 38th Golden Raspberry Awards | 2018 | Peor actriz de reparto                          | Laura Haddock                                                      | Nominada  |
| 38th Golden Raspberry Awards | 2018 | Peor pareja en pantalla                         | Cualquier combinación de dos humanos, dos robots o dos explosiones | Nominados |
| 38th Golden Raspberry Awards | 2018 | Peor remake o secuela                           | Peor remake o secuela                                              | Nominada  |
| 38th Golden Raspberry Awards | 2018 | El nominado a Razzie Tan podrido que te encantó | El nominado a Razzie Tan podrido que te encantó                    | Nominado  |

## Secuela
The Last Knight se desarrolló originalmente como la primera entrega, a partir de un grupo de expertos al estilo de la sala de escritores que se estableció para trazar el futuro de las películas de Transformers durante los años siguientes. En marzo de 2015, Paramount contrató al guionista ganador del Premio de la Academia Akiva Goldsman para supervisar y compilar un equipo de escritores, para presentar ideas para futuras películas con la intención de expandir la franquicia a un universo cinematográfico. Se escribieron y presentaron doce historias individuales para el universo cinematográfico. Goldsman se encargó de desarrollar una historia de secuela de varias partes, junto con precuelas y películas derivadas. Se encargó un "grupo de expertos" para guiar la producción de estas historias, incluidos Goldsman, Michael Bay y los productores Steven Speilberg y Lorenzo di Bonaventura. El equipo de escritores que fueron contratados incluía: Robert Kirkman, Art Marcum, Matt Holloway, Zak Penn, Jeff Pinkner, Andrew Barrer, Gabriel Ferrari, Christina Hodson, Lindsey Beer, Ken Nolan, Geneva Robertson-Dworet y Steven DeKnight. Goldsman describió el proceso de colaboración de la sala de escritores, como una forma de trazar historias que pueden desarrollarse aún más mediante los proyectos que tienen luz verde por parte del grupo de expertos; declarando: "... si uno de los escritores descubre una afinidad por [una historia en particular], puede impulsar tratamientos que habrán sido desarrollados por toda la sala".
Antes del lanzamiento de The Last Knight, Michael Bay dijo que sería su última película como director en la franquicia, pero expresó su interés en permanecer como productor si deseaban continuar la serie con otro director. Bay confirmó en abril de 2017 que, fuera de la sala de escritores, se habían completado al menos 14 historias para posibles futuras películas de 'Transformers'. Tras la recepción negativa y el decepcionante desempeño de taquilla de El último caballero, el futuro de la serie era incierto. En agosto de 2017, Akiva Goldsman reveló que ya no estaba al frente de la sala de escritores y que había dejado la franquicia. En febrero de 2018, la película se eliminó del calendario de estrenos del estudio. En marzo de 2019, di Bonaventura anunció que se estaban desarrollando secuelas tanto de la película en solitario como de 'El último caballero': "Una es la última de la serie familiar principal que sigue a 'Transformers: El último caballero' y la otra es una secuela de Bumblebee". El productor dijo más tarde que la continuación de The Last Knight no sería una secuela directa. En mayo de 2020, Paramount fijó como fecha de estreno el 24 de junio de 2022 para la próxima película de acción real de 'Transformers', que más tarde se reveló como la secuela de "Bumblebee", a pesar de que aún quedaba la posibilidad de una secuela de "The Last Knight".
Un spin-off titulado Bumblebee, y centrado en este personaje, fue estrenado el 20 de diciembre de 2018.